# Cervone Ozero, Borzna
Cervone Ozero (în ucraineană Червоне Озеро) este un sat în comuna Mala Zahorivka din raionul Borzna, regiunea Cernihiv, Ucraina.

## Demografie
Componența lingvistică a localității Cervone Ozero
     Ucraineană (98,25%)
     Rusă (1,75%)
Conform recensământului din 2001, majoritatea populației localității Cervone Ozero era vorbitoare de ucraineană (98,25%), existând în minoritate și vorbitori de rusă (1,75%).